# Крестовоздвиженське
Крестовоздви́женське (рос. Крестовоздвиженское) — присілок в Зав'яловському районі Удмуртії, Росія.
Знаходиться на березі річки Ягулка, правої притоки Вожойки, а саме на створеному на ній ставку, неподалік впадіння в нього зліва річки Гурзевайка.

## Населення
Населення — 52 особи (2012; 39 в 2010).
Національний склад станом на 2002 рік:
- росіяни — 87 %

## Урбаноніми[3]
- вулиці — Верхня, Дачна, Лучна, Польова, Ставкова, Фруктова
- проїзди — Вишневий, Вільховий, Грибний, Зимовий, Лучний, Мирний, Олександровський, Сосновий, Травневий